# Фінал Кубка Іспанії з футболу 1950
Фінал Кубка Іспанії з футболу 1950 — футбольний матч, що відбувся 28 травня 1950 року. У ньому визначився 48-й переможець кубка Іспанії.

## Шлях до фіналу
| Атлетік     | Атлетік   | Атлетік                  | Раунд      | Реал Вальядолід | Реал Вальядолід | Реал Вальядолід          |
| ----------- | --------- | ------------------------ | ---------- | --------------- | --------------- | ------------------------ |
| Суперник    | Результат | Матчі                    |            | Суперник        | Результат       | Матчі                    |
| Еспаньйол   | 2–1       | 1–0 вдома; 1–1 на виїзді | 1/8 фіналу | Реал Сосьєдад   | 3–1             | 1–0 на виїзді; 2–1 вдома |
| Реал Ов'єдо | 13–5      | 8–2 вдома; 5–3 на виїзді | 1/4 фіналу | Севілья         | 8–4             | 6–0 вдома; 2–4 на виїзді |
| Валенсія    | 8–7       | 5–1 вдома; 3–6 на виїзді | 1/2 фіналу | Реал Мадрид     | 5–3             | 2–2 на виїзді; 3–1 вдома |

## Подробиці
| 28 травня 1950 |

| Атлетік (Більбао)         | 4:1 дч   | Реал Вальядолід |
| ------------------------- | -------- | --------------- |
| Сарра 15', 94', 96', 117' | Протокол | Коке 85'        |

| Нуево Чамартин, Мадрид Глядачів: 80 000 Арбітр: Рамон Асон |

|  |  |

| В               |  | Раймундо Лесама      |
| З               |  | Ансельмо Арамберрі   |
| З               |  | Серафін Арета        |
| З               |  | Каніто               |
| ПЗ              |  | Нандо                |
| ПЗ              |  | Манолін              |
| Н               |  | Августин Гаїнса      |
| Н               |  | Хосе Луїс Панісо (к) |
| Н               |  | Тельмо Сарра         |
| Н               |  | Венансіо             |
| Н               |  | Рафа Іріондо         |
| Тренер:         |  |                      |
| Хосе Ірарагоррі |  |                      |

| В               |  | Хосе Луїс Сасо      |
| З               |  | Рафаель Лесмес      |
| З               |  | Жоан Бабот          |
| З               |  | Франсіско Лесмес    |
| ПЗ              |  | Ісідро Ласала       |
| ПЗ              |  | Хуан Антоніо Ортега |
| Н               |  | Франсіско Хуанко    |
| Н               |  | Еміліо Альдекоа     |
| Н               |  | Хуліан Вакеро (к)   |
| Н               |  | Херардо Коке        |
| Н               |  | Аполінар Ревуельта  |
| Тренер:         |  |                     |
| Антоніо Барріос |  |                     |